# Take off
Take off är ett TV-format skapat av Gert Eklund där tittarna kan medverka interaktivt både med och utan lott. Överskottet från lottförsäljningen ska tillfalla föreningslivet. Inför starten skickade Gert Eklund inbjudningar om att gå med till föreningar i Sverige, dock uppmande Riksidrottsförbundet de svenska föreningarna att avstå från lotteriet tills avtalet med lotteriinspektion var klart. TV-programmet var planerat att ha premiär på TV3 från hösten 2005 mellan 19.00 och 20.00. Efter att lotteriinspektionen senare sa nej till lotteriet kunde inte programmet starta. När senare tillståndet blev klart den  1 december var det planerat att starta programmet den 28 januari 2006 men sköts senare upp till hösten 2006, men blev aldrig av. Den 15 december 2005 hade 2000 föreningar visat intresse för programmet. Lotten skulle kosta 25 kronor och tryckas av Idrottens Digital Print. Ett pilotprogram gjordes med Sofia Rågenklint och Jovan Radomir som programledare. 